# Kril Island
Kril Island (englisch; bulgarisch остров Крил ostrow Kril, deutsch ‚Krillinsel‘) ist eine größtenteils vereiste, in südwest-nordöstlicher Ausrichtung 1,2 km lange und 310 m breite Insel in der Gruppe der Wauwermans-Inseln im Wilhelm-Archipel vor der Graham-Küste des Grahamlands auf der Antarktischen Halbinsel. Sie liegt 4,15 km südsüdöstlich von Host Island, 275 m nordwestlich von Lobel Island, 6,62 km nordnordwestlich des False Cape Renard und 5,55 km nordöstlich von Mishka Island (Dannebrog-Inseln).
Britische Wissenschaftler kartierten sie 2001. Die bulgarische Kommission für Antarktische Geographische Namen benannte sie 2020 deskriptiv, da sie in ihrer Form entfernt an eine Garnele aus der Ordnung der Leuchtgarnelen (auch bekannt als Krill) erinnert.